# Julián Arango
Julián Arango (Bogotá, Kolumbia, 1968. október 6. –) kolumbiai színész. Legismertebb szerepe Hugo Lombardi, a temperamentumos divattervező szerepe a Betty, a csúnya lányban és annak spin-offjában, a Betty, a csúnya lány 2-ben.

## Filmjei
- Adiós, Ana Elisa (2008) .... Calvo .... aka Te amo Ana Elisa
- El cartel de los sapos (2008) .... Gaudaña
- Tiempo final (2008) .... Santiago
- Amas de casa desesperadas (2007) .... Tomas Aguilar
- Amores cruzados (2006) .... Santiago Rincón
- Betty, a csúnya lány 2. Eco moda (2001) .... Hugo Lombardi
- El inutil (2001) .... Martin Martinez
- Betty, a csúnya lány Yo soy Betty, la fea (1999) .... Hugo Lombardi
- Perro amor (1998)
- Tiempos difíciles (1995) .... Juan Diego Ramos Perfetti